# Вараподио
Вараподио (итал. Varapodio) је насеље у Италији у округу Ређо ди Калабрија, региону Калабрија.
Према процени из 2011. у насељу је живело 2223 становника. Насеље се налази на надморској висини од 225 м.

## Становништво
| 1931. | 1936. | 1951. | 1961. | 1971. | 1981. | 1991. | 2001. | 2011. |
| ----- | ----- | ----- | ----- | ----- | ----- | ----- | ----- | ----- |
| 4.323 | 4.410 | 4.480 | 3.422 | 3.070 | 3.126 | 2.460 | 2.329 | 2.223 |